# Thamnotettix reiteratus
Thamnotettix reiteratus är en insektsart som beskrevs av Baker 1926. Thamnotettix reiteratus ingår i släktet Thamnotettix och familjen dvärgstritar. Inga underarter finns listade i Catalogue of Life.